# امیتال محمود
امیتال محمود (عربی: إمتثال "إيمي" محمود؛ ۱۹۹۲/۱۹۹۳ (۳۱–۳۲ سال) – ) شاعر، و نویسنده اهل سودان بود.
وی همچنین برندهٔ جوایزی همچون ۱۰۰ زن بی‌بی‌سی شده‌است.